# Nesobasis ingens
Nesobasis ingens – gatunek ważki z rodziny łątkowatych (Coenagrionidae). Endemit wyspy Viti Levu należącej do Fidżi. Opisał go T.W. Donnelly w 1990 roku w oparciu o okazy samców i samic odłowione w 1987 roku w górach w centralnej części wyspy.